# ED-50
European Datum 1950 (ED-50) är ett geodetiskt koordinatsystem. Systemet användes bland annat vid realiseringen av Kartverkskoordinatsystemet.